# San Cristóbal Acasaguastlán
San Cristóbal Acasaguastlán ist ein rund 2000 Einwohner zählender Ort und ein Municipio im Departamento El Progreso in Guatemala. Er liegt 101 km nordöstlich von Guatemala-Stadt und 32 km nordöstlich von Guastatoya am Nordufer des Río Motagua auf 250 m Höhe. Durch das Tal des Motagua und auch durch San Cristóbal Acasaguastlán verläuft die wichtige Atlantikfernstraße CA 9.
Das 124 km² große Municipio liegt ganz im Osten von El Progreso. Es erstreckt sich zwischen der Sierra de las Minas im Norden und dem Tal des Río Motagua im Süden. Es hat insgesamt etwa 6500 Einwohner, von denen der Großteil in kleineren ländlichen Siedlungen und Dörfern lebt, darunter Cruz del Valle, Estancia de la Virgen, Manzanotal, Piedras Blancas und San Luís Buena Vista.
Angrenzende Municipios sind San Agustín Acasaguastlán im Norden und Westen, sowie El Jícaro im Süden. Im Osten grenzt es an Usumatlán im benachbarten Departamento Zacapa.
Bei San Cristóbal Acasaguastlán befand sich das religiöse Zentrum Acatzavastlán. Es hatte eine große Bedeutung für Maya-Volksgruppen, die politisch zu Copán und Quiriguá gehörten (wohl Pocomam). Während der Kolonialzeit bildete die Umgebung von Acasaguastlán ab 1551 einen gleichnamigen Verwaltungsbezirk (Corregimiento de San Cristóbal Ancazabastlán), aus dem dann die beiden Municipios San Cristóbal Acasaguastlán und San Agustín Acasaguastlán hervorgingen. In beiden Orten erinnern sehenswerte Kirchen im barocken Kolonialstil an die spanische Herrschaft.
San Cristóbal Acasaguastlán gehörte mit seiner damaligen Landgemeinde El Jícaro bis 1908 zu Zacapa, dann zum neu gegründeten Departamento El Progreso. Nach dessen Auflösung kam es von 1920 bis 1934 wieder zu Zacapa, seither ist es bei El Progreso.